# Extra Beveiligde Inrichting
Een Extra Beveiligde Inrichting of afgekort EBI is een speciale penitentiaire inrichting, namelijk een met het hoogste beveiligingsniveau. In Nederland is er één EBI, dit is unit 5 van de Nederlandse Penitentiaire Inrichting Vught (PI Vught) in Vught. Er zijn plannen voor een tweede EBI in Vlissingen, naar verwachting zal deze EBI pas gereed zijn halverwege 2030.

## Voorgeschiedenis
In het begin van de jaren negentig van de 20e eeuw werd Nederland diverse keren opgeschrikt door gewelddadige ontvluchtingen uit Nederlandse gevangenissen of huizen van bewaring. Vooral enkele ontvluchtingen van beruchte en gevaarlijke zware criminelen, die vaak gepaard gingen met zwaar geweld en gijzelingen, vormden de aanleiding om een speciale inrichting te bouwen. Extra Beveiligde Afdelingen (EBA’s), tot stand gebracht in vier grote (destijds in aanbouw zijnde) penitentiaire inrichtingen, namelijk in Leeuwarden, Sittard, Hoogeveen en Rotterdam, waren geen succes omdat er toch gedetineerden ontvluchtten, vaak door gijzeling van personeel. Zo ontvluchtten onder meer in 1993 zes gedetineerden tegelijk uit de EBA-PI 'de Geerhorst' in Sittard.
In afwachting van een definitieve faciliteit werd eerst een noodvoorziening gebouwd op het terrein van de PI Vught, de Tijdelijke Extra Beveiligde Inrichting (TEBI). Deze faciliteit kon in augustus 1993 in gebruik worden genomen. Uit de TEBI zijn nooit gedetineerden ontvlucht.
Ondertussen werd ook begonnen met de verbouwing van het oude hoofdgebouw van het complex tot een permanente extra beveiligde inrichting. In 1997 kon deze permanente faciliteit worden geopend, en de tijdelijke faciliteit kon sluiten.

## Doelgroep
"Extra beveiligd" is het hoogste van de 7 niveaus van beveiliging die worden onderscheiden in artikel 13 van de Penitentiaire beginselenwet. De EBI is de enige inrichting met deze beveiliging. Artikel 6 van de Regeling selectie, plaatsing en overplaatsing van gedetineerden bepaalt dat in de extra beveiligde inrichting gedetineerden kunnen worden geplaatst die:
- een extreem vluchtrisico vormen en een onaanvaardbaar maatschappelijk risico vormen in termen van recidivegevaar voor ernstige geweldsdelicten, of
- bij ontvluchting een onaanvaardbaar maatschappelijk risico vormen, waarbij het vluchtrisico als zodanig hieraan ondergeschikt is.

De EBI heeft de bestemming van zowel huis van bewaring als gevangenis. Deze twee soorten gedetineerden worden door elkaar in de EBI geplaatst.

## Gebouw en regime
De EBI heeft vier afdelingen. Per afdeling zijn er zeven eenpersoonscellen, waarvan er één altijd onbezet moet blijven om celcontrole
te kunnen uitoefenen. Er kunnen dus 24 gedetineerden geplaatst worden. Vanwege de lage bezetting van de afgelopen jaren (gemiddeld 9 gedetineerden) is sinds enkele jaren één afdeling buiten gebruik. Er kunnen dus momenteel 18 gedetineerden geplaatst worden.
De EBI is extra ommuurd en zo gebouwd dat er een optimaal zicht op het hele complex is. De luchtplaatsen zijn aan de bovenkant voorzien van tralies om te voorkomen dat een gedetineerde door een helikopter wordt opgepikt, of dat een helikopter bijvoorbeeld wapens afwerpt. De gevangenen kunnen nimmer als groep met geweld de macht proberen over te nemen.
Het regime in de EBI is heel streng. Er zijn veel glazen wanden en op afstand bediende deuren. Een piw'er bevindt zich niet alleen met een gedetineerde in dezelfde ruimte. Er zijn geen andere gedetineerden bij. Maximaal vier gedetineerden kunnen wel in één ruimte aanwezig zijn, maar dan is of komt er dus geen piw'er bij, zelfs niet als er bijvoorbeeld een gevecht uitbreekt (zie ook onder). Een gedetineerde kan in individueel regime geplaatst worden, indien en voor zover dat voor hem noodzakelijk is; hij heeft dan geen contact met andere gedetineerden.
De gedetineerden hebben geen activiteiten buiten hun afdeling en worden slechts om enkele dwingende redenen, zoals het bijwonen van een terechtzitting of het ondergaan van een medische behandeling, naar elders getransporteerd.
De gedetineerde kan contact onderhouden met de buitenwereld via post, telefoon (beperkte tijd, en alleen naar vaste nummers), bezoek en via eMates, een speciale berichtenservice voor gedetineerden. Alle post wordt gelezen, ingesloten voorwerpen worden gecontroleerd en de gesprekken worden afgeluisterd. Veel talen zijn toegestaan, maar in verband met de beschikbaarheid van tolken/vertalers niet alle. Ze mogen de krant lezen en er is televisie. Ze kunnen geen internet gebruiken.
Bezoekers worden van tevoren gescreend door het Gedetineerden Recherche Informatie Punt (GRIP). Een strafblad is op zich geen reden om de bezoeker te weigeren. Wel wordt gekeken of het contact met de bezoeker kan leiden tot extra risico of voortgezet crimineel handelen. In verband met de tijd die nodig is voor de screening kan het zijn dat een nieuwe gedetineerde de eerste weken geen bezoek kan ontvangen.
Bij een regulier bezoek bevindt zich een glazen wand tussen de bezoeker en de gedetineerde. Het wordt een gedetineerde toegestaan om maximaal eenmaal per maand bezoek te ontvangen zonder een glazen scheidingswand. Deze regel geldt alleen voor de levenspartner van de gedetineerde of voor zijn bloedverwanten in de eerste graad. Ook dan is echter fysiek contact verboden, behoudens het geven van een hand bij binnenkomst en bij vertrek. Ander fysiek contact, zoals een omhelzing, aanraking of een kind op schoot nemen, is niet toegestaan. Sommige gedetineerden vinden dit zo beperkend dat ze er niet eens de voorkeur aan geven boven de glazen scheidingswand. De beperkingen worden in het onder genoemde onderzoeksrapport bekritiseerd. Het stelt voor bijvoorbeeld een omhelzing toe te staan. In een beleidsreactie van de regering wordt dit impliciet verworpen.
Bij contact met een advocaat is er normaal ook een glazen wand; incidenteel is weleens een uitzondering gemaakt. Een psycholoog kan zonder glas praten, mits in aanwezigheid van twee piw’ers. Contact met een hulpverlener zonder glaswand en zonder de aanwezigheid van piw’ers binnen gehoorsafstand kan bij de getraliede corridors op de luchtplaatsen. Er is dan dus een afscheiding van tralies, met de mogelijkheid om elkaar een hand te geven. Een hulpverlener wijst erop dat dit eigenlijk niet is toegestaan, maar dat dit oogluikend wordt toegelaten.
Uit de EBI zijn nog nooit gedetineerden ontvlucht. Er heeft zich in de EBI ook nog nooit een gijzeling voorgedaan of een poging tot ontvluchting.

## Veiligheid van gedetineerden
Op de luchtplaats hebben zich twee geweldsincidenten tussen gedetineerden voorgedaan, waarvan één met dodelijke afloop. Personeelsleden konden om gijzeling te voorkomen de luchtplaats pas betreden nadat het kwaad was geschied. Dit was volgens de instructies, maar wordt in het onder genoemde onderzoeksrapport bekritiseerd. Weliswaar kunnen zich ook in andere gevangenissen geweldsincidenten tussen gedetineerden voordoen, maar het betekent wel dat het getalsmatige overwicht van de piw'ers in de EBI de veiligheid wat dit betreft niet vergroot.
In 1999 werd een gedetineerde door een medegedetineerde herhaaldelijk zo hard tegen het hoofd geschopt en geslagen dat hij aan zijn verwondingen overleed. Het slachtoffer, dat psychische problemen kende en begon met agressief gedrag, was fysiek niet opgewassen tegen de medegedetineerde.
In 2011 viel Mohammed Bouyeri medegedetineerde Jesse Remmers aan en sloeg en schopte hem met zijn bergschoenen. Het slachtoffer was weerbaarder dan in het hierboven genoemde incident, waardoor de gevolgen van het geweld beperkt bleven. Een derde gedetineerde, Eric Jan Quakkelsteijn, is op de luchtplaats toegelaten en heeft het geweld gestopt. Remmers had de directie al eerder gewaarschuwd dat Bouyeri het plan had opgevat om hem van het leven te beroven. De beklagcommissie oordeelde dat het ongelukkig is geweest dat beide gedetineerden onder die omstandigheden samen op de luchtplaats zijn gelaten.
Naar aanleiding van het onderzoeksrapport liet de regering de directie van de PI Vught onderzoeken of procedurele aanpassingen mogelijk zijn zodat de interne veiligheid verder geoptimaliseerd kon worden. Dit vanuit het principe dat de gedetineerden binnen de EBI hun leefomgeving als veilig moeten ervaren en het veilig moet zijn voor het personeel om in de EBI te werken, zonder aan de doelstelling van de EBI afbreuk te doen.
In 2015 kwam de EBI opnieuw in het nieuws, nadat een gedetineerde zelfmoord had gepleegd.

## Bekende gedetineerden
Bekende (ex-)gedetineerden in de EBI zijn:
- Appie Abbenhuis, veroordeeld tot levenslang voor meerdere roofovervallen met dodelijke afloop.[6]
- Juanito V, veroordeeld tot levenslang voor moord en 2 pogingen tot moord.
- Hüseyin Baybaşin, tot levenslang veroordeeld voor o.a. moord.[7]
- Mohammed Bouyeri, de moordenaar van Theo van Gogh, sinds september 2005.
- Koos Hertogs, tot levenslang veroordeeld voor drie moorden.[8]
- Willem Holleeder, oud-Heinekenontvoerder en Amsterdams drugsbaron, in 2019 in eerste aanleg tot levenslang veroordeeld voor o.a. vijf moorden.
- Martin Kok, veroordeeld voor doodslag, mishandeling en afpersing. Na vrijlating maakte hij een carrièreswitch tot misdaadjournalist. Hedendaags EBI-gedetineerde Ridouan Taghi wordt ervan verdacht Martin Kok te hebben laten liquideren vanwege zijn berichtgeving.[9]
- Klaas Otto, biker en oprichter van No Surrender MC. Veroordeeld voor afpersing, bedreiging, zware mishandeling en witwassen.
- Eric Jan Quakkelsteijn, Vlaardings crimineel. Veroordeeld voor overvallen en het voorbereiden van terroristische aanslagen.
- Saïd Razzouki, verdachte in het Marengo-proces. Volgens het OM de tweede man in de organisatie van de andere EBI-geditineerde Ridouan Taghi.
- Jesse Remmers, veroordeelde uit het Passage-proces voor de moorden op onder anderen Thomas van der Bijl en Kees Houtman.
- Greg Remmers, in afwachting van Strafproces Eris. Hij wordt o.a. verdacht van moord en lidmaatschap van een criminele organisatie. Vader van voormalige EBI-gedetineerde Jesse Remmers.[10]
- Dino Soerel, de Amsterdamse 'ongekroonde koning van de onderwereld' en veroordeelde uit het Passage-proces.[11] Zit een levenslange gevangenisstraf uit voor de moorden op Thomas van der Bijl en Kees Houtman.
- Ridouan Taghi, in afwachting van het Marengo-proces vanuit Dubai overgeplaatst. Hij wordt verdacht van diverse moorden, handel in drugs en leidinggeven aan een criminele organisatie.
- Gökmen Tanis, veroordeeld tot levenslang voor de terroristische aanslag op een sneltram in Utrecht op 18 maart 2019[12].

## Klachten
Willem Holleeder klaagde dat het strenge regime funest was voor zijn herstel na zijn hartoperatie.
Mohammed Bouyeri noemde de omstandigheden onmenselijk.
Volgens enkele actiegroepen en advocaten is het regime in de inrichting op diverse onderdelen in strijd met de universele rechten van de mens en/of Europese regels. EORG, een Europese beweging die opkomt voor de rechten van gedetineerden, trok aan de bel en riep op om de EBI te laten bezoeken door de Raad van Europa.

## Buitenland
In het buitenland zijn er ook Extra Beveiligde Inrichtingen. In het Engels worden deze inrichtingen Maximum security prisons genoemd. Een bekende EBi in El Salvador is het in 2023 geopende Centro de Confinamiento del Terrorismo (CECOT) als gevolg van de strijd tegen bendes door president Nayib Bukele Ortez.